# Sonny Colbrelli
Sonny Colbrelli, född den 17 maj 1990 i Desenzano del Garda, är en italiensk före detta landsvägscyklist som var professionell från 2012 till 2022. Hans mest framgångsrika år var 2021 då han vann Paris–Roubaix och Memorial Marco Pantani, blev både europamästare och italiensk mästare i linjelopp, samt vann Benelux Tour totalt. Han tvingades dock att avsluta sin karriär under 2022 då han drabbades av hjärtstillestånd under Volta a Catalunya i mars, efter vilket han fick en subkutan defibrillator inopererad.
Bland segrar tidigare under karriären kan nämnas Coppa Sabatini (2014 och 2016), Memorial Marco Pantani (2014), Gran Premio Bruno Beghelli (2015 och 2019), Tour du Limousin totalt (2015), Gran Premio di Lugano (2016), Tre Valli Varesine (2016), Brabantse Pijl (2017), Coppa Bernocchi (2017 och 2018), samt Gran Piemonte (2018).

## Meriter
|  | 2012 2:a i Coppa Bernocchi 9:a i Gran Premio Bruno Beghelli 2013 5:a i Gran Premio Bruno Beghelli 7:a i Ronde van Drenthe 8:a i Gran Premio Industria e Commercio di Prato 2014 Vinnare av Giro dell'Appennino Vinnare av Memorial Marco Pantani Vinnare av Gran Premio Industria e Commercio di Prato Vinnare av Coppa Sabatini Vinnare av etapp 2 i Slovenien runt 2:a i Gran Premio di Lugano 2:a i Volta Limburg Classic 2:a i Tre Valli Varesine 3:a i Roma Maxima 4:a i Trofeo Laigueglia 5:a i Gran Premio Città di Camaiore 5:a i Grand Prix Pino Cerami 6:a i Milano–Sanremo 2015 Vinnare totalt av Tour du Limousin Vinnare av ungdomstävlingen Vinnare av etapp 1 Vinnare av Gran Premio Bruno Beghelli 3:a i Gran Piemonte 5:a i Gran Premio della Costa Etruschi 5:a i Coppa Ugo Agostoni 6:a i Gran Premio Industria e Commercio di Prato 6:a i Coppa Sabatini 10:a i Coppa Bernocchi | 2016 Vinnare av Gran Premio di Lugano Vinnare av Coppa Ugo Agostoni Vinnare av Coppa Sabatini Vinnare av Tre Valli Varesine Vinnare av etapp 5 i Tour du Poitou-Charentes 2:a totalt i Tour du Limousin Vinnare av etapperna 3 och 4 2:a totalt i Giro di Toscana 2:a i Trofeo Laigueglia 2:a i Volta Limburg Classic 3:a i Amstel Gold Race 4:a i Gran Premio Bruno Beghelli 5:a i Gran Piemonte 6:a i Brabantse Pijl 9:a i Milano–Sanremo 2017 Vinnare av Brabantse Pijl Vinnare av Coppa Bernocchi Vinnare av etapp 2 i Paris–Nice 2:a i Coppa Sabatini 2:a i Gran Premio Bruno Beghelli 3:a i Bretagne Classic 5:a i Memorial Marco Pantani 7:a i E3 Harelbeke 9:a i Amstel Gold Race 10:a i Flandern runt 10:a i Grand Prix Cycliste de Québec 2018 Vinnare av Gran Piemonte Vinnare av Coppa Bernocchi Vinnare av etapp 3 i Tour de Suisse 2:a i Grand Prix Cycliste de Montréal 2:a i Brabantse Pijl 2:a i Coppa Sabatini 3:a totalt i Dubai Tour Vinnare av etapp 4 3:a i Kuurne–Bryssel–Kuurne 8:a i Omloop Het Nieuwsblad 9:a i Milano–Sanremo | 2019 Vinnare av Gran Premio Bruno Beghelli Vinnare av etapp 4 i Tour of Oman 2:a i linjelopp vid Italienska mästerskapen 2:a totalt i Deutschland Tour Vinnare av poängtävlingen Vinnare av etapp 4 2:a i Coppa Sabatini 5:a i Memorial Marco Pantani 8:a i Trofeo Matteotti 9:a i EuroEyes Cyclassics 2020 Vinnare av etapp 2 i Route d'Occitanie 3:a i linjelopp vid Italienska mästerskapen 4:a i Brabantse Pijl 6:a totalt i BinckBank Tour 7:a i Kuurne–Bryssel–Kuurne 2021 Europamästare i linjelopp Italiensk mästare i linjelopp Vinnare totalt av Benelux Tour Vinnare av etapp 6 Vinnare av Paris–Roubaix Vinnare av Memorial Marco Pantani Tour de Romandie Vinnare av poängtävlingen Vinnare av etapp 2 Critérium du Dauphiné Vinnare av poängtävlingen Vinnare av etapp 3 2:a i Coppa Sabatini 4:a i Gent–Wevelgem 6:a i Kuurne–Bryssel–Kuurne 8:a i Milano–Sanremo 10:a i linjelopp vid Världsmästerskapen 2022 2:a i Omloop Het Nieuwsblad |